# Комплексна пам'ятка природи

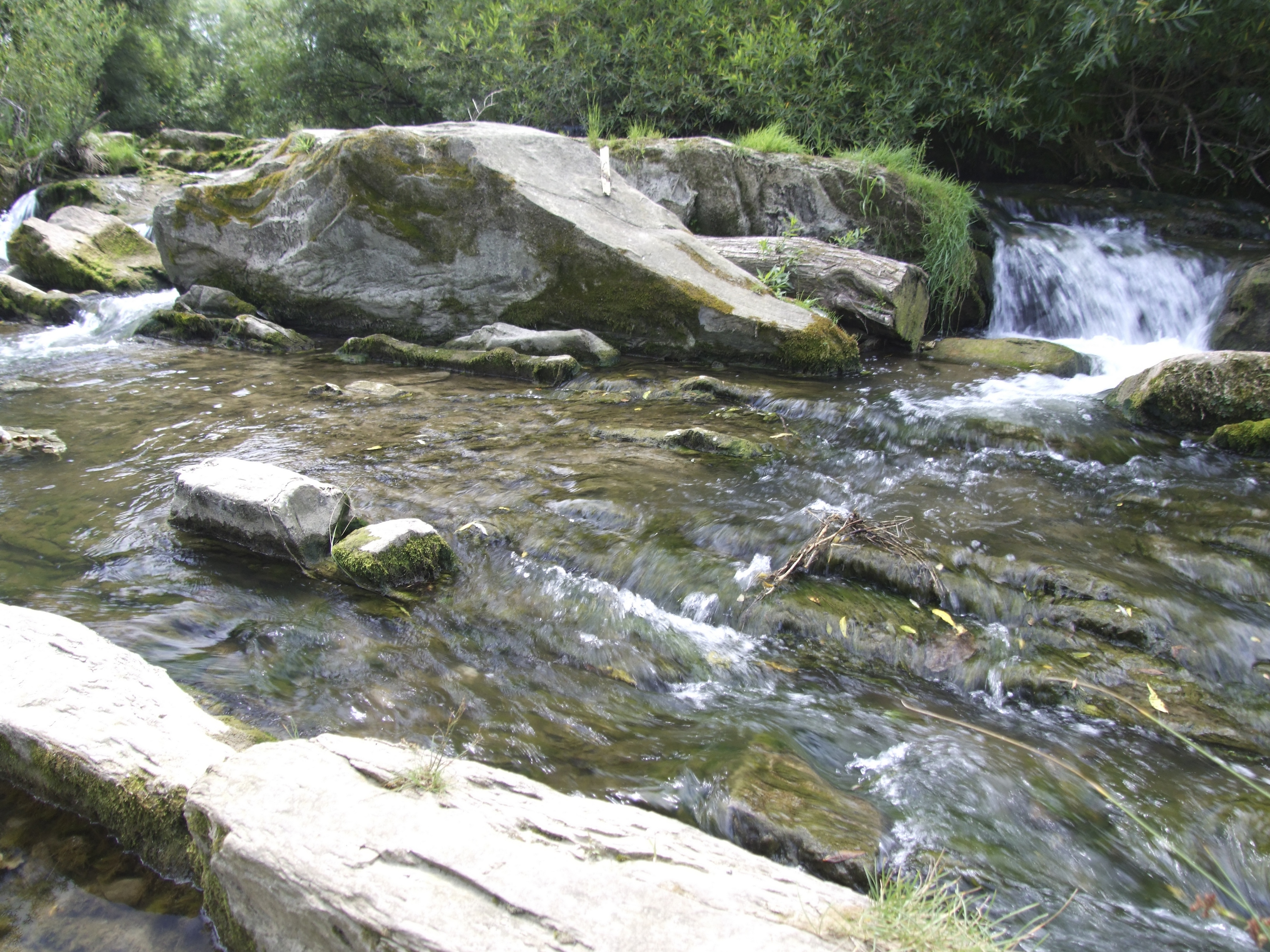
Комплексна пам'ятка природи «Витік р. Дністер»

Ко́мплексна па́м'ятка приро́ди — природоохоронна територія, пам'ятка природи, котра може включати в себе ботанічні, геологічні, водні чи інші природні об'єкти, що мають наукову, культурно-пізнавальну або естетичну цінність і охороняються державою. Комплексні пам'ятки природи бувають загальнодержавного або місцевого значення. 